# اچ‌ام‌اس هوگو (دی۷۴)
اچ‌ام‌اس هوگو (دی۷۴) (به انگلیسی: HMS Hogue (D74)) یک کشتی بود. این کشتی در سال ۱۹۴۴ ساخته شد.